# Brodawnicowce
Brodawnicowce (Verrucariales Mattick ex D. Hawksw. & O.E. Erikss.) – rząd grzybów z klasy Eurotiomycetes.

## Systematyka i nazewnictwo
Pozycja w klasyfikacji według Index Fungorum: Verrucariales, Chaetothyriomycetidae, Eurotiomycetes, Pezizomycotina, Ascomycota, Fungi.
Według aktualizowanej klasyfikacji Index Fungorum bazującej na Dictionary of the Fungi rząd Verrucariales należy do podklasy Chaetothyriomycetidae w klasie Eurotiomycetes i zawiera dwie rodziny:
- rodzina Adelococcaceae Triebel 1993
- rodzina Verrucariaceae Zenker – brodawnicowate
- rodzina incertae sedis
  - rodzaj Botryolepraria Canals, Hern.-Mar., Gómez-Bolea & Llimona 1997
  - rodzaj Gemmaspora D. Hawksw. & Halici 2007
  - rodzaj Kalbiana Henssen 1988[2]

Polskie nazwy według J. Nowaka i Z. Tobolewskieg0.